# Shadowgun: War Games
Shadowgun War Games é um jogo eletrônico de tiro em primeira pessoa para celulares e Nintendo Switch desenvolvido e publicado pelo estúdio tcheco Madfinger Games lançada em 2020. O jogo recebeu o prêmio de Melhor jogo para celular na Gamescom 2018. Os pré-registros para o jogo foram abertos em novembro de 2019. Mais de um milhão de usuários fizeram o pré-registro para baixar o jogo.

## Jogabilidade
É um jogo de tiro em primeira pessoa focado na jogabilidade multijogador. O jogador pode escolher vários modos de jogo como Deatchmatch ou Capture a bandeira. No Deathmatch, duas equipes de cinco jogadores sempre se enfrentam. No caso do Deathmatch, você pode optar por jogar apenas até um determinado número de mortes ou até o tempo acabar. O jogador pode escolher um dos heróis para jogar antes de cada partida. Cada um dos heróis possui 2 armas básicas e habilidades especiais como cura, lançamento de granadas e rugidos que podem desorientar outros jogadores.